# De bronzen klauw
De bronzen klauw is het tweede deel van de stripreeks Lotusbloem van de Belgische striptekenaar en schrijver Franz Drappier. Het album verscheen met een zachte kaft en een harde kaft in 1989 bij uitgeverij Arboris. In 1990 werd het album eenmaal herdrukt.

## Verhaal
Timok en Yu Lien weten ternauwernood te ontkomen aan de krijgers die Kaliber Khan achter hen aan stuurt. Bij het laatste gevecht raakt Timok gewond aan zijn schouder. Ze vinden een veilig onderkomen bij een oude, wijze vrouw, die op een afgelegen plek woont. Als Timok hersteld is, vertrekt hij en wil weten waarom zijn vader hem dit heeft aangedaan. Ondertussen brengt Lotusbloem een kind ter wereld - zelf denkt ze achteraf dat het dood is - waarvoor de vrouw zal zorgen. Timok keert terug en samen gaan ze op zoek naar zijn moeder. 